# Ancita basicristata
Ancita basicristata är en skalbaggsart som beskrevs av Stefan von Breuning 1970. Ancita basicristata ingår i släktet Ancita och familjen långhorningar. Inga underarter finns listade i Catalogue of Life.